# McMinnville
|  | Per a altres significats, vegeu «McMinnville (Tennessee)». |

McMinnville és una ciutat i seu del comtat de Yamhill a l'estat d'Oregon dels Estats Units d'Amèrica.

## Demografia
Segons el cens del 2009 tenia 32.400 habitants. Segons el cens del 2000, McMinnville tenia 26.499 habitants, 9.367 habitatges, i 6.463 famílies. La densitat de població era de 1.033,5 habitants per km².
Dels 9.367 habitatges en un 35,4% hi vivien nens de menys de 18 anys, en un 53,5% hi vivien parelles casades, en un 10,8% dones solteres, i en un 31% no eren unitats familiars. En el 23,9% dels habitatges hi vivien persones soles l'11,5% de les quals corresponia a persones de 65 anys o més que vivien soles. El nombre mitjà de persones vivint en cada habitatge era de 2,66 i el nombre mitjà de persones que vivien en cada família era de 3,13.
Per edats la població es repartia de la següent manera: un 26,3% tenia menys de 18 anys, un 14,7% entre 18 i 24, un 26,9% entre 25 i 44, un 17,9% de 45 a 60 i un 14,3% 65 anys o més.
L'edat mediana era de 32 anys. Per cada 100 dones de 18 o més anys hi havia 90,6 homes.
La renda mediana per habitatge era de 38.953$ i la renda mediana per família de 44.013$. Els homes tenien una renda mediana de 33.517$ mentre que les dones 24.405$. La renda per capita de la població era de 17.085$. Aproximadament el 8,2% de les famílies i el 12,9% de la població estaven per davall del llindar de pobresa.

## Poblacions properes
El següent diagrama mostra les poblacions més properes.